# Федотов, Семён Александрович
Семён Алекса́ндрович Федо́тов (род. 2 марта 1992, Владимир) — российский футболист, полузащитник и защитник.

## Карьера

### Клубная
С 2009 года выступал за ЦСКА в молодёжном первенстве России. Несмотря на то, что своей основной позицией футболист считает позицию центрального защитника, в сезоне-2010 его использовали на правом фланге обороны. За основную команду дебютировал 15 декабря 2010 года в Праге, отыграв полный матч против местной «Спарты» в рамках группового этапа Лиги Европы. С фланга Федотова была пропущена результативная атака противника, а сам он уступил несколько единоборств. 23 января 2013 года отдан в аренду в «Локомотив-2». 10 июня 2013 года подписал с «Локомотивом-2» постоянный контракт. В 2014 году Семён перешёл в «Химик». В следующем сезоне он уже стал игроком «КАМАЗа» из Набережных Челнов.
В июле 2016 года перешёл в клуб ПФЛ «Динамо» СПб.
В 2017 году выступал в чемпионате Эстонии за «Калев» Силламяэ. В 2018—2019 годах играл за владимирское «Торпедо», «КАМАЗ» и СКА Ростов-на-Дону. С 2020 года вновь играл в Эстонии. Провёл 5 матчей за команду «Ярве» из Кохтла-Ярве в Эсилиге. С 2022 года — участник чемпионата Москвы в Дивизионе «А» в рамках первенства России среди ЛФК.

### В сборной
С 2010 года вызывался в юношескую сборную России. 13 апреля 2011 года дебютировал в молодёжной сборной России, выйдя на замену Арсену Гошокову в товарищеском матче со сборной Италии.